# Embalse de Zumajo
El embalse de Zumajo se encuentra ubicado en el término municipal de El Campillo, en la provincia de Huelva (España), situado a poca distancia del núcleo poblacional de Minas de Riotinto. El embalse es empleado para el abastecimiento de agua a la zona y también con fines recreativos.

## Historia
A raíz de la sequía que se vivió en la cuenca minera de Riotinto-Nerva durante el año 1904, la Rio Tinto Company Limited (RTC) optó por construir una serie de pantanos en la zona. Estos iban a ser los embalses del Jarrama y Zumajo, si bien finalmente solo se construyó este último, que tendría una capacidad de almacenaje prevista de un millón de metros cúbicos de agua. La RTC acometió su construcción entre 1907 y 1908, entrando en servicio poco después. El embalse de Zumajo proporcionó agua potable al Departamento de Tierras y Ganados de la RTC, aunque también sería empleado con posterioridad para la realización de actividades náuticas de carácter recreativo por los socios del Club Inglés de Bellavista.